# 埃爾邁拉 (密蘇里州)
埃爾邁拉（英語：Elmira）是位於美國密蘇里州雷縣的村。

## 人口
根據2020年美國人口普查的數據，埃爾邁拉的面積為0.19平方千米，皆為陸地。當地共有人口39人，而人口密度為每平方千米205人。